# Masaru Furukawa
Masaru Furukawa (古川 勝?, Furukawa Masaru; Hashimoto, 6 gennaio 1936 – 21 novembre 1993) è stato un nuotatore giapponese.

## Biografia
Masaru Furukawa nacque il 6 gennaio 1936 nella città di Hashimoto, nella prefettura di Wakayama, e si laureò alla Nihon University. Migliorò il record mondiale di 200 metri di rana (percorso lungo) quattro volte, nel 1954 e nel 1955, e il suo ultimo record durò fino al 1958.
Gareggiò alle Olimpiadi del 1956 a Melbourne, dove ricevette una medaglia d'oro nella rana di 200 m. Stabilì anche dieci record mondiali durante la sua carriera. Il segreto del suo successo sportivo erano le lunghe fasi di immersione, in modo che fosse visto sopra l'acqua solo alla svolta di ogni 50 metri.
Dopo il suo successo alle Olimpiadi, le regole furono modificate per vietare queste lunghe immersioni per non mettere in pericolo la salute dei nuotatori. Concluse quindi la sua carriera e fu solo nel 1961 che lo statunitense Chet Jastremski stabilì il record mondiale ufficiale per lui nella rana da 100 m e 200 m.
Fu introdotto nella International Swimming Hall of Fame nel 1981. Morì di cancro ai polmoni il 21 novembre 1993.

## Palmarès
Olimpiadi
- 1 medaglia:
  - 1 oro (200 metri rana a Melbourne 1956)